# Joseph Ludwig Raabe
Joseph Ludwig Raabe (ur. 15 maja 1801 w Brodach, zm. 12 lub 22 stycznia 1859 w Zurychu) – szwajcarski matematyk.

## Życiorys
Urodził się na ziemiach polskich pod zaborem austriackim w niezamożnej rodzinie. Z tego powodu już w młodym wieku udzielał prywatnych lekcji z matematyki. W 1820 rozpoczął studia matematyczne na politechnice w Wiedniu. Jesienią 1832 przeprowadził się do Zurychu, gdzie w 1833 został profesorem matematyki w gimnazjum i na uniwersytecie. W 1855 objął katedrę w nowo powstałej Konfederacyjnej Wyższej Szkole Technicznej w Zurychu.
Pozostawił prace z teorii całki, teorii liczb i teorii liczb Bernoulliego. Jest autorem jednego z kryteriów zbieżności szeregów, nazywanego dziś kryterium Raabego.